# María Emilia Casas Baamonde
María Emilia Casas Baamonde (León, 30 de novembre de 1950) és una jurista espanyola que fou membre del Tribunal Constitucional d'Espanya entre 1998 i 2011 i la seva Presidenta entre 2004 i el seu cessament.
Nascuda a León, on el seu pare fou registrador de la propietat, treball que implicà que la família visqués a diferents indrets d'Espanya. Amb arrels a Monforte de Lemos, Galícia, on el seu avi Roberto Baamonde Robles exercí de polític i comandant de cavalleria i on ella des de petita manifesta sentir-se arrelada.
Es llicencià en Dret, essent alumna de Manuel Alonso Olea, va treure un excel·lent cum laude, rebé un premi extraordinari, es doctorà i fou catedràtica de Dret del Treball i de la Seguretat Social a la Universitat Complutense de Madrid. Paral·lelament també es llicencià en Filosofia i lletres amb idèntica nota, també rebent un premi extraordinari a la mateixa universitat. Exercí de vicerectora de la Universitat Carles III. També fou professora d'un màster de riscos laborals impartit per la Universitat de Salamanca.
El 16 de desembre de 1998 va ser elegida vocal del Tribunal Constitucional (TC) i el 2004 en va ser elegida Presidenta, convertint-se d'aquesta manera en la primera dona a accedir a aquesta magistratura i el membre més jove en accedir a la institució. El 2006 va ser recusada pel Partit Popular en el recurs d'inconstitucionalitat contra l'Estatut d'Autonomia de Catalunya, al·legant que el seu marit, l'advocat administrativista Jesús Leguina, havia participat en un dictamen sobre la constitucionalitat del text encarregat per la Generalitat de Catalunya. El ple del Tribunal va rebutjar la recusació.
Un any després, va ser recorreguda la Llei Orgànica del Tribunal Constitucional, que preveu la pròrroga del mandat de Casas. En aquest cas, va ser ella mateixa la que es va abstenir en el coneixement del recurs.
El 28 de juny de 2010 com a presidenta del ple del TC va signar la sentència sobre el recurs d'inconstitucionalitat presentat pel PP contra l'Estatut de Catalunya.
Com que havia estat nomenada el 1998, la magistrada hauria d'haver cessat en el càrrec al cap de nou anys, el 2007. El bloqueig de la renovació del Tribunal Constitucional per part del PSOE, que rebutjava els candidats proposats pel Partit Popular, impedia la renovació, no només de Casas, sinó també la de tres altres magistrats, elegits també el 1998 i que porten, doncs, tres anys més del compte en el càrrec. Finalment fou destituïda arran del desbloqueig polític de l'elecció del terç del TC corresponent al Senat espanyol.
El novembre de 2018 fou nomenada membre del Consell d'Estat d'Espanya.